# Oreidis Despaigne
Oreidis Despaigne Terry (Cienfuegos, 20 de septiembre de 1981) es un deportista cubano que compitió en judo.
Ganó dos medallas en el Campeonato Mundial de Judo, en los años 2007 y 2010, y diez medallas en el Campeonato Panamericano de Judo entre los años 2002 y 2012. En los Juegos Panamericanos consiguió tres medallas entre los años 2003 y 2011.
Participó en tres Juegos Olímpicos de Verano entre los años 2004 y 2012, su mejor actuación fue un noveno puesto logrado en Londres 2012 en la categoría de –100 kg.

## Palmarés internacional
| Campeonato Mundial      | Campeonato Mundial              | Campeonato Mundial | Campeonato Mundial |
| Año                     | Lugar                           | Medalla            | Categoría          |
| ----------------------- | ------------------------------- | ------------------ | ------------------ |
| 2007                    | Río de Janeiro (Brasil)         | Medalla de bronce  | –100 kg            |
| 2010                    | Tokio (Japón)                   | Medalla de bronce  | –100 kg            |
| Juegos Panamericanos    |                                 |                    |                    |
| Año                     | Lugar                           | Medalla            | Categoría          |
| 2003                    | Santo Domingo (Rep. Dominicana) | Medalla de bronce  | –100 kg            |
| 2007                    | Río de Janeiro (Brasil)         | Medalla de oro     | –100 kg            |
| 2011                    | Guadalajara (México)            | Medalla de plata   | –100 kg            |
| Campeonato Panamericano |                                 |                    |                    |
| Año                     | Lugar                           | Medalla            | Categoría          |
| 2002                    | Santo Domingo (Rep. Dominicana) | Medalla de plata   | –100 kg            |
| 2004                    | Isla de Margarita (Venezuela)   | Medalla de oro     | –100 kg            |
| 2006                    | Buenos Aires (Argentina)        | Medalla de oro     | –100 kg            |
| 2007                    | Montreal (Canadá)               | Medalla de oro     | –100 kg            |
| 2008                    | Miami (Estados Unidos)          | Medalla de bronce  | –100 kg            |
| 2009                    | Buenos Aires (Argentina)        | Medalla de oro     | –100 kg            |
| 2010                    | San Salvador (El Salvador)      | Medalla de oro     | –100 kg            |
| 2010                    | San Salvador (El Salvador)      | Medalla de oro     | Abierta            |
| 2011                    | Guadalajara (México)            | Medalla de oro     | –100 kg            |
| 2012                    | Montreal (Canadá)               | Medalla de bronce  | –100 kg            |